# Simning vid världsmästerskapen i simsport 2022 – Damernas 200 meter fjärilsim
Damernas 200 meter fjärilsim vid världsmästerskapen i simsport 2022 avgjordes mellan den 21 och 22 juni 2022 i Donau Arena i Budapest i Ungern.
Kanadensiska Summer McIntosh tog guld efter ett lopp på tiden 2.05,20, vilket blev ett nytt juniorvärldsrekord och kanadensiskt rekord. Silvret togs av amerikanska Hali Flickinger och bronset togs av kinesiska Zhang Yufei.

## Rekord
Inför tävlingens start fanns följande världs- och mästerskapsrekord:
|                   | Namn              | Nation     | Tid     | Ort          | Datum           |
| ----------------- | ----------------- | ---------- | ------- | ------------ | --------------- |
| Världsrekord      | Liu Zige          | Kina       | 2.01,81 | Jinan, Kina  | 21 oktober 2009 |
| Mästerskapsrekord | Jessicah Schipper | Australien | 2.03,41 | Rom, Italien | 30 juli 2009    |

## Resultat

### Försöksheat
Försöksheaten startade den 21 juni klockan 10:00.
| Placering | Heat | Bana | Namn                   | Nationalitet            | Tid           | Noteringar    |
| --------- | ---- | ---- | ---------------------- | ----------------------- | ------------- | ------------- |
| 1         | 1    | 3    | Summer McIntosh        | Kanada                  | 2.07,26       | 0Q0           |
| 2         | 1    | 4    | Hali Flickinger        | USA                     | 2.07,31       | 0Q0           |
| 3         | 3    | 5    | Kina Hayashi           | Japan                   | 2.08,63       | 0Q0           |
| 4         | 2    | 3    | Elizabeth Dekkers      | Australien              | 2.08,98       | 0Q0           |
| 5         | 2    | 4    | Regan Smith            | USA                     | 2.09,02       | 0Q0           |
| 6         | 3    | 4    | Zhang Yufei            | Kina                    | 2.09,21       | 0Q0           |
| 7         | 2    | 5    | Boglárka Kapás         | Ungern                  | 2.09,24       | 0Q0           |
| 7         | 3    | 2    | Helena Bach            | Danmark                 | 2.09,24       | 0Q0           |
| 9         | 1    | 2    | María Mata             | Mexiko                  | 2.09,32       | 0Q0           |
| 10        | 1    | 5    | Laura Stephens         | Storbritannien          | 2.10,07       | 0Q0           |
| 11        | 1    | 6    | Abbey Connor           | Australien              | 2.10,10       | 0Q0           |
| 12        | 3    | 7    | Lana Pudar             | Bosnien och Hercegovina | 2.10,20       | 0Q0           |
| 13        | 3    | 3    | Zhu Jiaming            | Kina                    | 2.11,20       | 0Q0           |
| 14        | 3    | 6    | Katinka Hosszú         | Ungern                  | 2.11,22       | 0Q0           |
| 15        | 3    | 1    | Lea Polonsky           | Israel                  | 2.11,40       | 0Q0           |
| 16        | 2    | 6    | Chiho Mizuguchi        | Japan                   | 2.11,65       | 0Q0           |
| 17        | 2    | 2    | Quah Jing Wen          | Singapore               | 2.11,79       |               |
| 18        | 2    | 7    | Giovanna Diamante      | Brasilien               | 2.12,39       |               |
| 19        | 2    | 1    | Georgia Damasioti      | Grekland                | 2.13,12       |               |
| 20        | 3    | 8    | Karen Durango          | Colombia                | 2.14,20       |               |
| 21        | 2    | 8    | Jinjutha Pholjamjumrus | Thailand                | 2.15,89       |               |
| 22        | 1    | 8    | Julimar Ávila          | Honduras                | 2.17,40       |               |
| 23        | 1    | 1    | Thị Mỹ Thảo Lê         | Vietnam                 | 2.18,65       |               |
| 24        | 3    | 0    | Alondra Ortíz          | Costa Rica              | 2.19,01       |               |
| 25        | 2    | 0    | Hayley Wong            | Brunei                  | 2.35,48       |               |
| 26        | 1    | 7    | Helena Gasson          | Nya Zeeland             | Startade inte | Startade inte |

### Semifinaler
Semifinalerna startade den 21 juni klockan  19:18.
| Placering | Heat | Bana | Namn              | Nationalitet            | Tid     | Noteringar       |
| --------- | ---- | ---- | ----------------- | ----------------------- | ------- | ---------------- |
| 1         | 2    | 4    | Summer McIntosh   | Kanada                  | 2.05,79 | 0Q0, 0VRJ0, 0NR0 |
| 2         | 1    | 4    | Hali Flickinger   | USA                     | 2.05,90 | 0Q0              |
| 3         | 2    | 3    | Regan Smith       | USA                     | 2.07,13 | 0Q0              |
| 4         | 1    | 7    | Lana Pudar        | Bosnien och Hercegovina | 2.07,58 | 0Q0, 0NR0        |
| 5         | 1    | 3    | Zhang Yufei       | Kina                    | 2.07,76 | 0Q0              |
| 6         | 1    | 5    | Elizabeth Dekkers | Australien              | 2.07,77 | 0Q0              |
| 7         | 1    | 6    | Helena Bach       | Danmark                 | 2.07,82 | 0Q0              |
| 8         | 2    | 6    | Boglárka Kapás    | Ungern                  | 2.07,89 | 0Q0              |
| 9         | 2    | 5    | Kina Hayashi      | Japan                   | 2.08,32 |                  |
| 10        | 1    | 2    | Laura Stephens    | Storbritannien          | 2.08,47 |                  |
| 11        | 2    | 2    | María Mata        | Mexiko                  | 2.09,78 |                  |
| 12        | 2    | 7    | Abbey Connor      | Australien              | 2.09,88 |                  |
| 13        | 1    | 1    | Katinka Hosszú    | Ungern                  | 2.10,64 |                  |
| 14        | 2    | 1    | Zhu Jiaming       | Kina                    | 2.11,19 |                  |
| 15        | 2    | 8    | Lea Polonsky      | Israel                  | 2.11,31 |                  |
| 16        | 1    | 8    | Chiho Mizuguchi   | Japan                   | 2.12,54 |                  |

### Final
Finalen startade den 22 juni klockan 18:02.
| Placering | Bana | Namn              | Nationalitet            | Tid     | Noteringar  |
| --------- | ---- | ----------------- | ----------------------- | ------- | ----------- |
| 1         | 4    | Summer McIntosh   | Kanada                  | 2.05,20 | 0VRJ0, 0NR0 |
| 2         | 5    | Hali Flickinger   | USA                     | 2.06,08 |             |
| 3         | 2    | Zhang Yufei       | Kina                    | 2.06,32 |             |
| 4         | 3    | Regan Smith       | USA                     | 2.06,79 |             |
| 5         | 7    | Elizabeth Dekkers | Australien              | 2.07,01 |             |
| 6         | 6    | Lana Pudar        | Bosnien och Hercegovina | 2.07,85 |             |
| 7         | 8    | Boglárka Kapás    | Ungern                  | 2.08,12 |             |
| 7         | 1    | Helena Bach       | Danmark                 | 2.08,12 |             |